# Pseudosolanderia picardi
Pseudosolanderia picardi is een hydroïdpoliep uit de familie Teissieridae. De poliep komt uit het geslacht Pseudosolanderia. Pseudosolanderia picardi werd in 1988 voor het eerst wetenschappelijk beschreven door Bouillon & Gravier-Bonnet. 